# (10645) Brac
(10645) Brac es un asteroide perteneciente al cinturón de asteroides, descubierto el 14 de marzo de 1999 por Korado Korlević desde el Observatorio de Višnjan, Zvjezdarnica Višnjan, Croacia.

## Designación y nombre
Designado provisionalmente como 1999 ES4. Fue nombrado por Brač, una isla en la parte central del mar Adriático y sede del Observatorio de la Ermita Pustinja Blaca.

## Características orbitales
Brac está situado a una distancia media del Sol de 2,656 ua, pudiendo alejarse hasta 3,145 ua y acercarse hasta 2,168 ua. Su excentricidad es 0,184 y la inclinación orbital 12,517 grados. Emplea 1581,37 días en completar una órbita alrededor del Sol.
Pertenece a la familia de asteroides de (15) Eunomia.

## Características físicas
La magnitud absoluta de Brac es 12,73. Tiene 10,261 km de diámetro y su albedo se estima en 0,202.